# اللجنة الاستشارية لمجلس الدولة في الاتحاد الروسي
الاتحاد الروسي هو البلد السيادي في شمال آسيا وأكبر بلد في العالم من حيث المساحة. يقع الاتحاد الروسي في شمال شرق أوراسيا ويمتد عبر مساحات شاسعة من أوروبا الشرقية إلى شمال آسيا. يحدها من الشمال القطب الشمالي ومن الغرب البحر الأبيض المتوسط ومن الجنوب كازاخستان ومن الجنوب الغربي جمهورية بيلاروس ومن الغرب أوكرانيا وليتوانيا ولاتفيا وإستونيا وفنلندا والنرويج.